# سكوت غويتون
سكوت غويتون (بالإنجليزية: Scott Guyton)‏ هو دراج نيوزيلندي، ولد في 11 يونيو 1976 في روتوروا في نيوزيلندا.

## وصلات خارجية
- سكوت غويتون على موقع أرشيف الدراجات (الإنجليزية)
- سكوت غويتون على موقع نسبة الدراجات (الإنجليزية)
- سكوت غويتون على موقع أوليمبيديا (الإنجليزية)
- سكوت غويتون على موقع اتحاد ألعاب الكومنولث (مؤرشف) (الإنجليزية)